# 디안드레 예들린
디안드레 로젤 예들린 (DeAndre Roselle Yedlin, 1993년 7월 9일 ~) 은 미국의 축구 선수이다. 현재 인터 마이애미와 미국 국가대표팀에서 풀백으로 뛰고 있다.

## 클럽 경력

### 유소년 시절
예들린은 2006년부터 2009년까지 워싱턴 주의 유소년 축구 올림픽 발달 프로그램 (ODP)의 일원이었다. 그는 에메럴드 시티의 유소년 팀에서 축구를 하였으며, 이후 노스웨스트 내셔널스와 크로스파이어 프리미어를 거쳐 2010년 시애틀 사운더스의 유소년 아카데미에 입단한다. 이후 애크런 대학교의 축구부인 애크런 집스에 들어가게 되고 재학하는 동안 45경기에 출전해 1골 6어시스트를 기록한다. 이후 시애틀 사운더스 U-23 팀에서 활약하며 2012년 USL 프리미어 디벨로프먼트 리그 베스트 11에 선정된다.

### 시애틀 사운더스
2013년 1월 11일, 시애틀 사운더스와 프로 계약을 맺으며 클럽 최초의 홈그로운 플레이어가 되었다. 이후 3월 2일 몬트리올 임팩트전에서 데뷔한 그는 좋은 활약을 펼치며 팀이 졌음에도 불구하고 MLS 이 주의 팀에 선정되었고, 프로 데뷔전에서 이 주의 팀에 든 첫번째 선수가 되었다. 며칠 뒤인 3월 12일 티그레스와의 CONCACAF 챔피언스리그 8강전에서는 데뷔골을 기록하며 팀의 4강 진출을 이끌었다. 얼마 지나지 않아 리그에서도 데뷔골을 기록하며 좋은 활약을 이어갔다. 그 결과 2013년 MLS 공식 웹사이트에서 선정한 24세 이하 선수들 중 3위에 랭크되었고 2005년 마이클 파크허스트 이후 데뷔시즌에 올스타팀에 선정되는 첫 선수가 되었다.

### 토트넘 홋스퍼
2014년 8월 13일, 프리미어리그의 토트넘 홋스퍼와 4년 계약에 합의하고 2015년 1월 팀에 합류한다. 2군에서 뛰며 적응기간을 가진 그는 2015년 4월 11일 애스턴 빌라 전에서 교체로 데뷔하였다. 다음 시즌 선덜랜드로 임대를 떠나게 되고 리그 컵 3라운드 맨체스터 시티와의 경기에서 데뷔한다. 이후 23경기에 출전하며 시즌을 마무리했다.

### 뉴캐슬 유나이티드
2016년 8월 24일 뉴캐슬 유나이티드와 5년 계약을 맺었다. 이적 3일 후에 열린 브라이턴 & 호브 앨비언 전에서 데뷔전을 치뤘고, 10월 10일 더비 카운티 전에서 데뷔골을 기록했다.

## 국가대표팀 경력
2013년 6월 7일, 예들린은 터키에서의 2013년 FIFA U-20 월드컵을 앞두고 미국 U-20팀에 차출되었다. 예들린은 1주 후 3-1로 이긴 포르투갈 U-20팀과의 경기에서 국제 경기에 데뷔하였다.
2014년 1월 3일, 예들린은 팀 동료인 브래드 에번스를 포함하여 25명의 선수들과 함께 처음으로 미국 성인 국가대표팀에 차출되었다. 그리그 2014년 2월 1일, 대한민국과의 경기에서 성인 국가대표팀 신고식을 치렀다.
2014년 FIFA 월드컵 최종 23인 엔트리에 포함된 그는 포르투갈과의 경기에서 후반에 교체 출전하며 월드컵 첫 경기를 치렀다. 그는 클린트 뎀프시의 막판 역전골을 어시스트 했고, 이후 0-1로 패배한 독일 전에서도 인상적인 활약을 펼쳤다.

## 사생활
예들린은 워싱턴주 시애틀 출신으로, 조부모 밑에서 자랐다. 4세에 축구에 입문하였고, 삼촌이 하는 축구를 터치라인에서 관전하며 경험을 얻었다. 시애틀 사운더스의 유소년 디렉터였던 대런 사바츠키는 그가 11세때 축구하는 것을 목격했고, 그에 대해 '공격 자원으로, 꾀가 많으며, 오랜 기간 동안 폭발적으로 뛰어 다닐수 있는 선수였다'고 묘사했다.

## 수상 경력

### 클럽
시애틀 사운더스
- MLS 서포터스 실드: 2014
- US 오픈컵: 2014
- 서부 콘퍼런스: 2014

뉴캐슬 유나이티드
- EFL 챔피언십: 2016-17

### 개인
- MLS 올스타: 2013, 2014
- 미국 축구 올해의 선수: 2014